# Casa Jacinta Bruguera
La Casa Jacinta Bruguera es un edificio de San Cugat del Vallés (Vallés Occidental) catalogado como bien protegido del patrimonio arquitectónico del municipio.

## Historia
Su edificio, parcialmente restaurado, es una casa entre medianeras emplazada en la calle Mayor de San Cugat del Vallés, a la orilla de su monasterio, en uno de los núcleos de veraneo del municipio a finales del siglo XIX y principios del XX.
Fue construida en 1879 como casa de veraneo por encargo de Jacinta Bruguera i Rius, hija de Jacint Bruguera i Foixart, al maestro de obras Jaume Sagalés i Mates. A su fallecimiento en 1907, pasó en propiedad a su hijo Josep Rovira i Bruguera (1913-1925). 
En la actualidad, su conjunto está catalogado y protegido por el Ayuntamiento de San Cugat del Vallés como patrimonio arquitectónico del municipio.   

## Elementos destacables
- La composición de la fachada
- Los balcones